# Wohnhaus Hafenstraße 54
Das Wohnhaus Hafenstraße 54 in Bremerhaven-Lehe, Ortsteil Klushof, Hafenstraße 54, stammt von 1870. 
Das Gebäude steht seit 1992 unter bremischem Denkmalschutz.

## Geschichte
Das zweigeschossige historisierende Gebäude wurde 1870 nach Plänen vom Zimmermeister und Unternehmer Heinrich Möller im Stil des Spätklassizismus für sich als Villa Möller gebaut. Die Fassade zur Hafenstraße hat einen Erker und zeigt eine reichhaltige Dekoration u. a. mit Pilastern, den vier Figuren im Dachhaus als Säulen und einem Giebeldreieck sowie Quadermauerwerk im Erdgeschoss. Es wurde umgebaut und das Giebeldreieck entfernt. Heute ist es ein Wohn- und Geschäftshaus.